# يشوب قديم

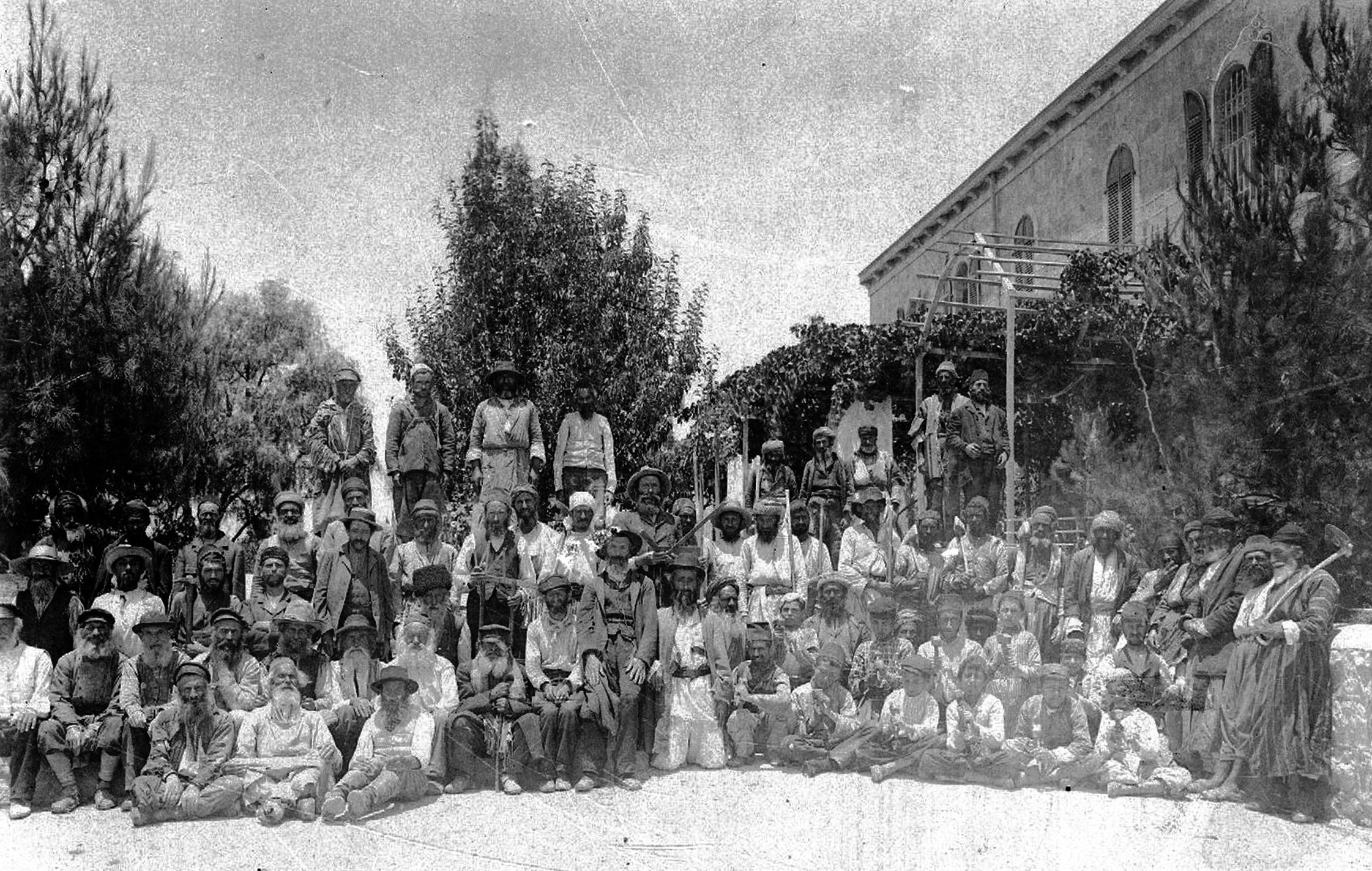

اليشوڤ القديم (العبرية: היישוב הישן, هييشوڤ هيشن) يشير إلى المجتمع اليهودي الذي عاش في فلسطين بعد تدمير الهيكل الثاني في 70م إلى العليا الأولى في 1881م، قبل بدء الهجرات الصهيونية.
اليشوڤ القديم يتألف أساساً من ثلاثة عناصر: اليهود المستعربين (اليهود الأصليين الذين لم يغادروا الأراضي قط), السفارديون (اليهود مع تاريخ واسع في إسبانيا والبرتغال، وطرد معظمهم في عام 1492), الأشكناز (اليهود مع تاريخ واسع في ألمانيا).
تركز اليشوڤ القديم بشكل أساسي في القدس وصفد وطبرية والخليل، وبشكل أصغر في يافا وحيفا والبقيعة وعكا ونابلس وشفاعمرو، ولغاية 1779 في غزة. ريشون لتصيون، أول مستوطنة أسستها منظمة عشاق صهيون في عام 1882 تعتبر بداية اليشوڤ الجديد.
لا يوجد تعداد مُدوَّن لليهود الذين كانوا يعيشون في فلسطين عام 70م، قسم كبير من هؤلاء اليهود اعتنقوا المسيحية ثم الإسلام، ليشكلوا جزءًا لا بأس به في ما بعد (مع إثنيات أخرى كانت تعيش في فلسطين) ما يعرف اليوم بالشعب الفلسطيني. بلغ تعداد الذين بقوا على ديانتهم اليهودية عام 1881م 25000 نسمة وفقا للإحصائيات الرسمية للوكالة اليهودية.
تعتبر منظمة التحرير الفلسطينية اليشوڤ القديم ونسلهم جزءًا من الشعب الفلسطيني حيث ينص الميثاق الوطني الفلسطيني على: «المادة (6) اليهود الذين كانوا يقيمون إقامة عادية في فلسطين حتى بدء الغزو الصهيوني لها يعتبرون فلسطينيين.».

## الهجرات اليهودية إلى خارج فلسطين
يقول المؤرخ شلومو ساند أنه لم يؤكد أي مصدر تاريخي أية هجرة جماعية لسكان مملكة يهوذا، الأكثر ترجيحاً هو أن هؤلاء الناس (فلاحين مرتبطين بأراضيهم بالدرجة الأولى) بقيوا في أماكنهم واعتنقوا المسيحية في عهد الحكم الروماني ثم اعتنقوا الإسلام في عهد الحكم الإسلامي.

## الهجرات اليهودية إلى داخل فلسطين

### هجرات السفارديين والأشكناز الأولى
الميمونيين سافروا من إسبانيا إلى المغرب ومصر، وعاشوا لفترة قصيرة في فلسطين (بعد 1178)، ثم عادوا واستقروا في مصر.
مجموعة من 300 يهودي برئاسة التوسفيت من انكلترا وفرنسا وصلوا إلى فلسطين في 1211. ولكن معظمهم قتل من قبل الصليبيين الذين وصلوا في 1219، وسمح لعدد قليل من الناجين أن يعيشوا في عكا حيث اختلطت ذرياتهم مع السكان اليهود الأصليين، المستعربين.
الحاخام يحيئيل الباريسي وصل إلى فلسطين في 1260 مع ابنه ومجموعة كبيرة من الأتباع، واستقر في عكا. حيث أسس هناك أكاديمية تلمودية. ويعتقد انه قد مات هناك في ما بين 1265 و 1268، ودفن بالقرب من حيفا، في جبل الكرمل.

### هجرات السفارديين الثانية
في عام 1492 ومرة أخرى في 1498، عندما طُرد اليهود السفارديون من إسبانيا والبرتغال على التوالي.